# 莫斯科鎮區 (愛荷華州馬斯卡廷縣)
莫斯科鎮區（英語：Moscow Township）是位於美國愛荷華州馬斯卡廷縣的一個行政鎮區。

## 地方資料
根據2010年美國人口普查的數據，莫斯科鎮區的面積為82.43平方千米，當中陸地面積為78.24平方千米，而水域面積為4.19平方千米。當地共有人口703人，而人口密度為每平方千米8.53人。